# Самора Легаспи, Леонард
Леонард Самора Легаспи (филипп. Leonard Zamora Legaspi OP; 25 ноября 1935 года, Meycauayan, Филиппины — 8 августа 2014 года, Нага, Филиппины) — католический прелат, архиепископ Касереса с 20 октября 1983 года по 8 сентября 2012 года. Член монашеского ордена доминиканцев.

## Биография
Родился 25 ноября 1935 года в населённом пункте Мейкауайкан (Meycauayan), Филиппины. После получения среднего образования в Академии Пресвятой Девы Марии вступил в монашеский орден доминиканцев. В 1955 году получил в Гонконге научную степень бакалавра философии. 17 декабря 1960 года был рукоположен в священника. Продолжил своё образование в университете Санто-Томас в Маниле, который окончил в 1962 году. В 1971 году получил научную степень магистра в области управления в Гарвардской школе бизнеса.
Будучи священником, работал в различных филиппинских организациях среднего и высшего образования. Был председателем семинаров организации «Catholic Educational Association of the Philippines» (CEAP), профессором и деканом факультета теологии в университете Санто-Томас. С 1968 года по 1971 год был ректором Центральной семинарии имени Святого Фомы в Маниле. Был первым филиппинским ректором университета Санто-Томас (1971—1975). В 1968 году был назначен первым викарием доминиканского викариата Филиппин. Находился на этой должности по 1971 год.
25 июня 1977 года Римский папа Павел VI назначил Леонарда Самору Легаспи вспомогательным епископом архиепархии Касереса и титулярным епископом Элефантереса Мавретанского. 8 августа 1977 года в соборе святого Иоанна Евангелиста в Наге состоялось его рукоположение в епископа, которое совершил апостольский нунций на Филиппинах и титулярный архиепископ Маллианы Бруно Торпильяни в сослужении с епископом Сямыня Хуаном Батистой Веласко Диасом и епископом Кидапавана Федерико Окампо Эскалером.
20 октября 1983 года Римский папа Иоанн Павел II назначил его архиепископом Касереса. С 1987 года по 1991 год был председателем Конференции католических епископов Филиппин и в 1991 году — председателем второго Постоянного пленарного заседания Конференции католических епископов Филиппин. Был членом Постоянного совета Архиерейского Синода в Ватикане, Конгрегации по делам институтов посвящённой жизни и обществ апостольской жизни и Конгрегации по делам духовенства.
8 сентября 2012 года подал в отставку. Скончался 8 августа 2014 года. Похоронен в санктуарии Санто-Доминго.

## Награды
- Большой крест Ордена Альфонса Х Мудрого.